# Музей прикладного искусства (Кёльн)

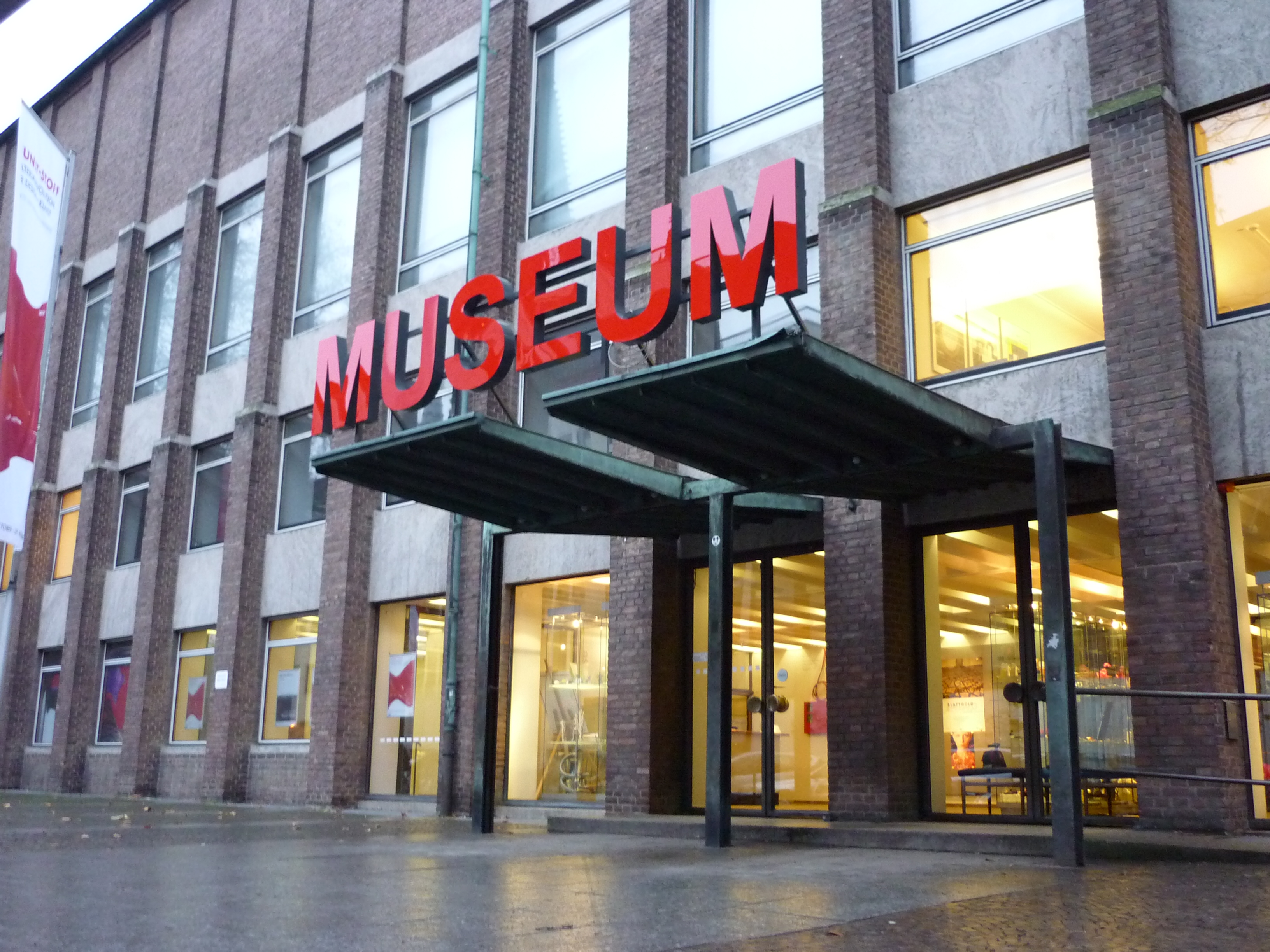
Вход в музей (2009)

Музей прикладного искусства (Кёльн) (нем. Museum für Angewandte Kunst Köln, ранее — Kunstgewerbemuseum Köln) — один из музеев города Кёльн, в собрание которого входят предметы, представляющие художественную ценность и имеющие в то же время применение в повседневной жизни (украшения, оружие, ткани и ковры, посуда, мебель, различные технические приспособления и проч.).
Директор музея — Петра Гессе.

## История и здание
Решение о создании музея было принято в 1888 году специально для этого созданной группой граждан Кёльна. В музее предполагалось экспонировать предметы прикладного искусства от эпохи Средних веков и вплоть до Нового времени. В 1899 году для этой цели кёльнским магистратом был выделен участок земли для строительства нового здания у городской стены. Здание в неоготическом стиле, на которое поступили пожертвования в сумах до 400 тысяч рейхсмарок, было закончено к 1900 году (архитектор Франц Бранцки). Украшением здания стал оформленный Мельхиором Лехтером так называемый «зал Палленберга» (по имени производителя мебели Якоба Палленберга, одного из музейных меценатов). 29 июня 1943 года, во время авианалёта, это здание музея было полностью разрушено. К счастью, практически все экспонаты удалось спасти.
С 1989 года музей находится в здании, в котором ранее располагались художественные музей Рахард-Вальраф и музей Людвиг. Здание было возведено по проекту архитектора Рудольфа Шварца в сотрудничестве с Йозефом Бернардом в 1953—1957 годах и повторяет очертания находившегося здесь ранее монастыря францисканцев-миноритов. Упрощённый архитектурный стиль должен был выражать идеалы, исповедуемые средневековым нищенствующим орденом.

## Коллекция
Кёльнский музей обладает одним из крупнейших в Германии собраний предметов прикладного искусства стран Европы от Средневековья и вплоть до современности. Экспозиция располагается хронологически последовательно, согласно эпохам, начиная с изделий, относящихся к Х столетию. В залах хранятся мебель, настольные приборы и посуда, осветительные приборы, украшения, изделия малой пластики, ковры. старинные текстильные изделия из соображений сохранности, обычно выставляются на специализированных просмотрах и экспозициях. Особым интересом пользуется коллекция предметов современного дизайна, включающая работы таким мастеров, как Чарльз и Рэй Эймсы, Джой Коломбо, Филиппа Старка, Фрэнка Ллойда Райта, Этторе Соттасса. Интересна также концепция, разработанная музеем, проведения «диалога» между этими экспонатами и выставленными рядом произведениями изобразительного искусства, картинами Василия Кандинского, Виктора Вазарели, Хесуса Рафаэля Сото. Пита Мондриана, Гюнтера Юкера и других мастеров авангарда ХХ столетия.

## Галерея

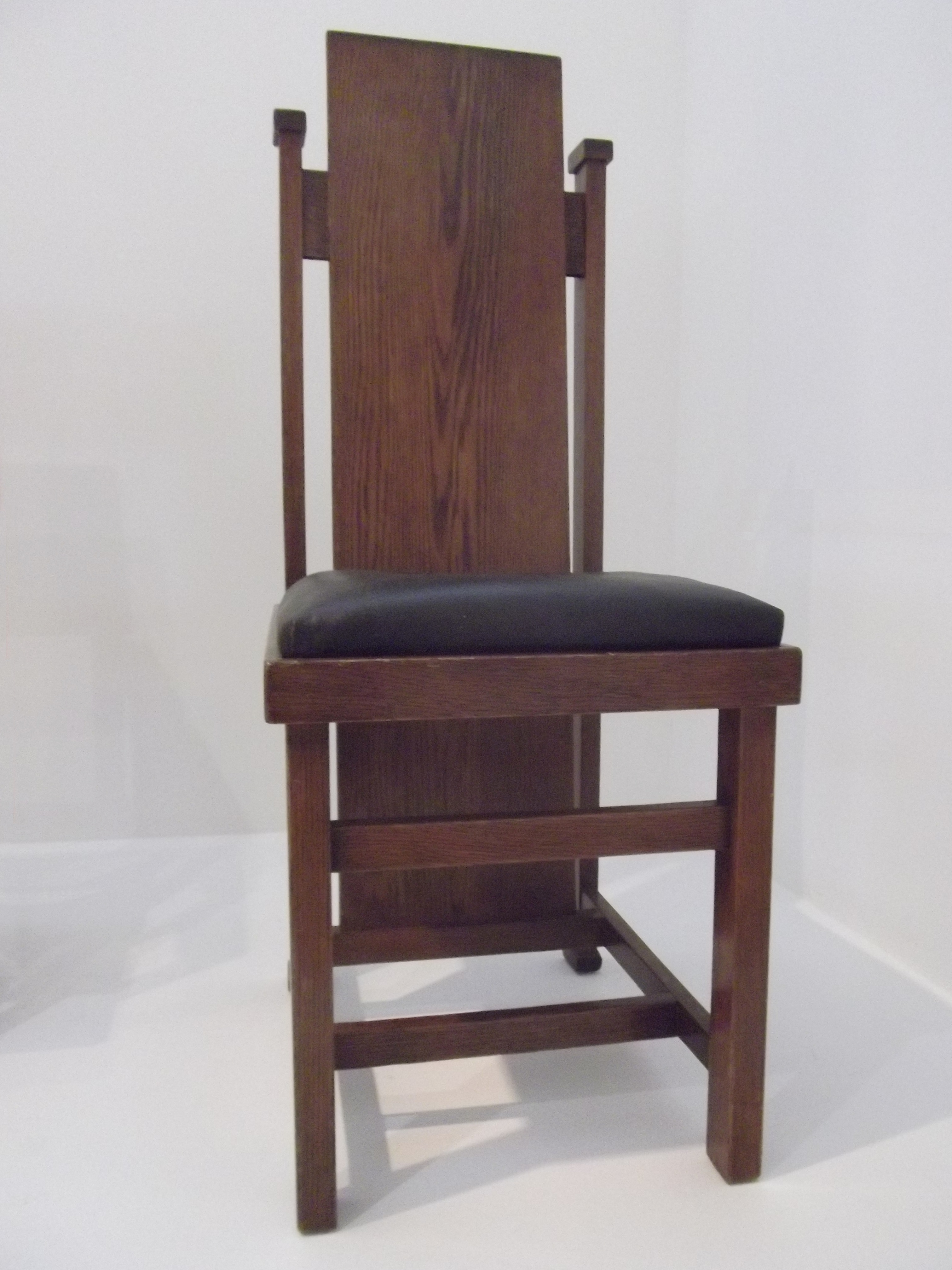
Фрэнк Ллойд Райт, стул с высокой спинкой, для Larkin Company (1903)
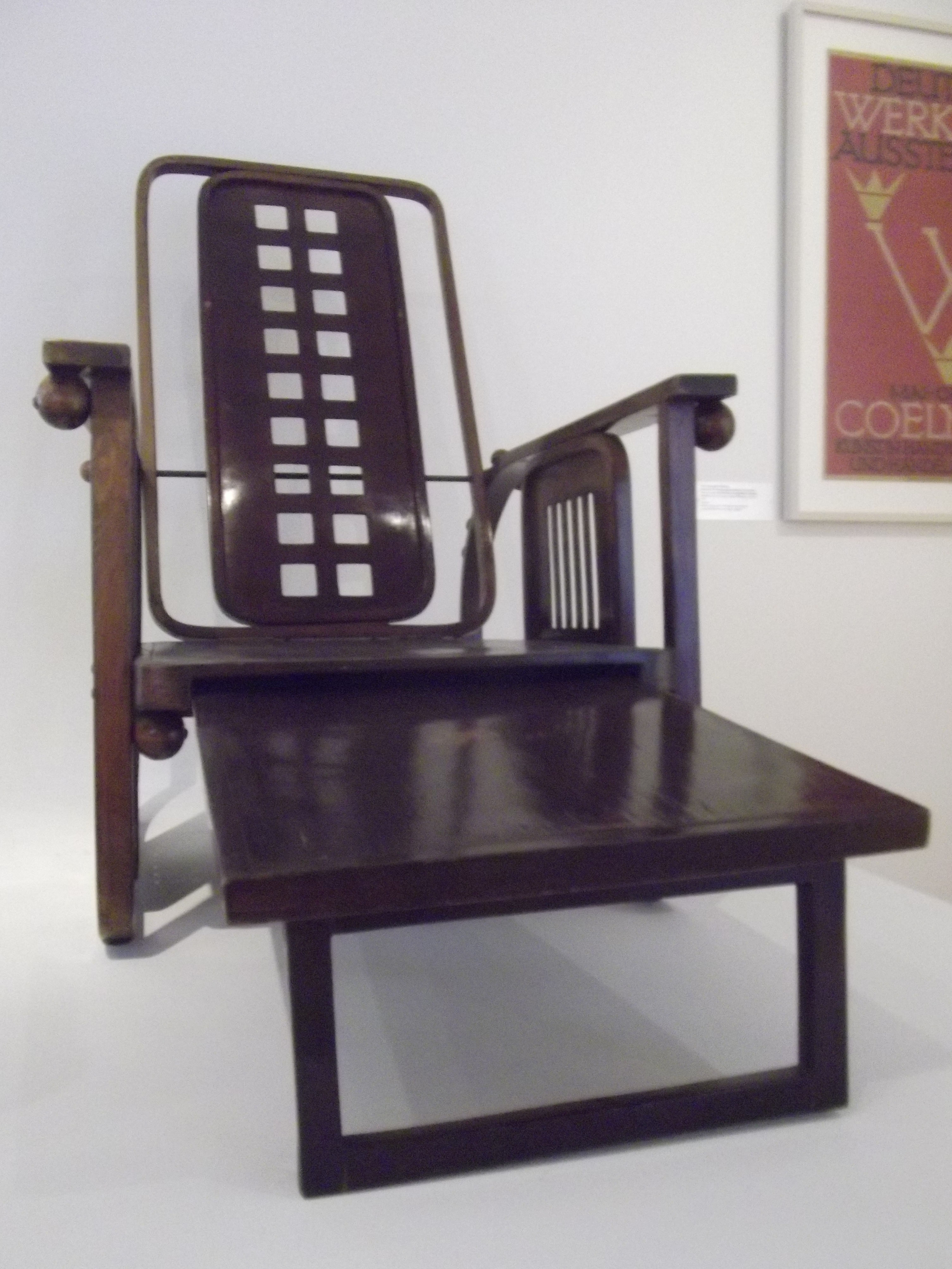
Йозеф Хоффман, кресло-машина 670 (1904)
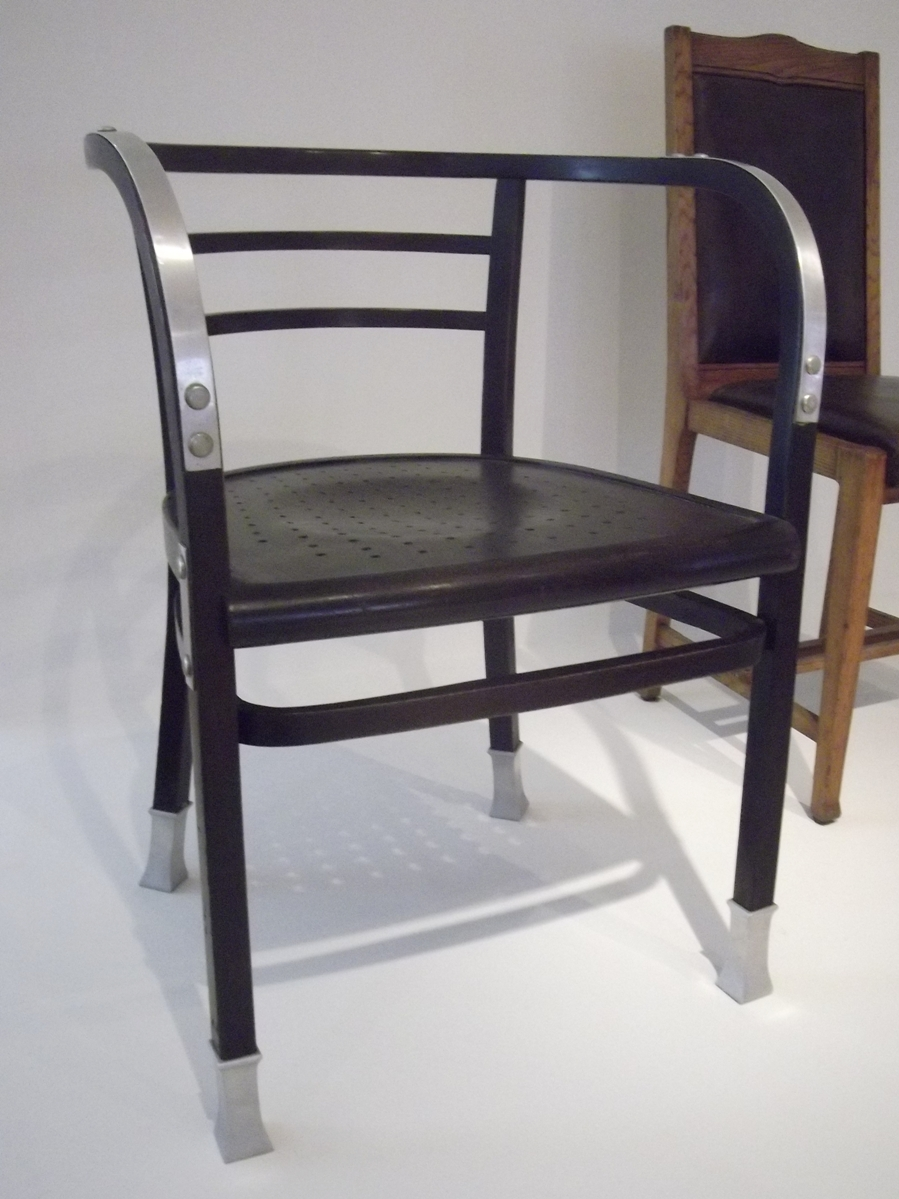
Отто Вагнер, стул для почт и сберегательных касс (1904)
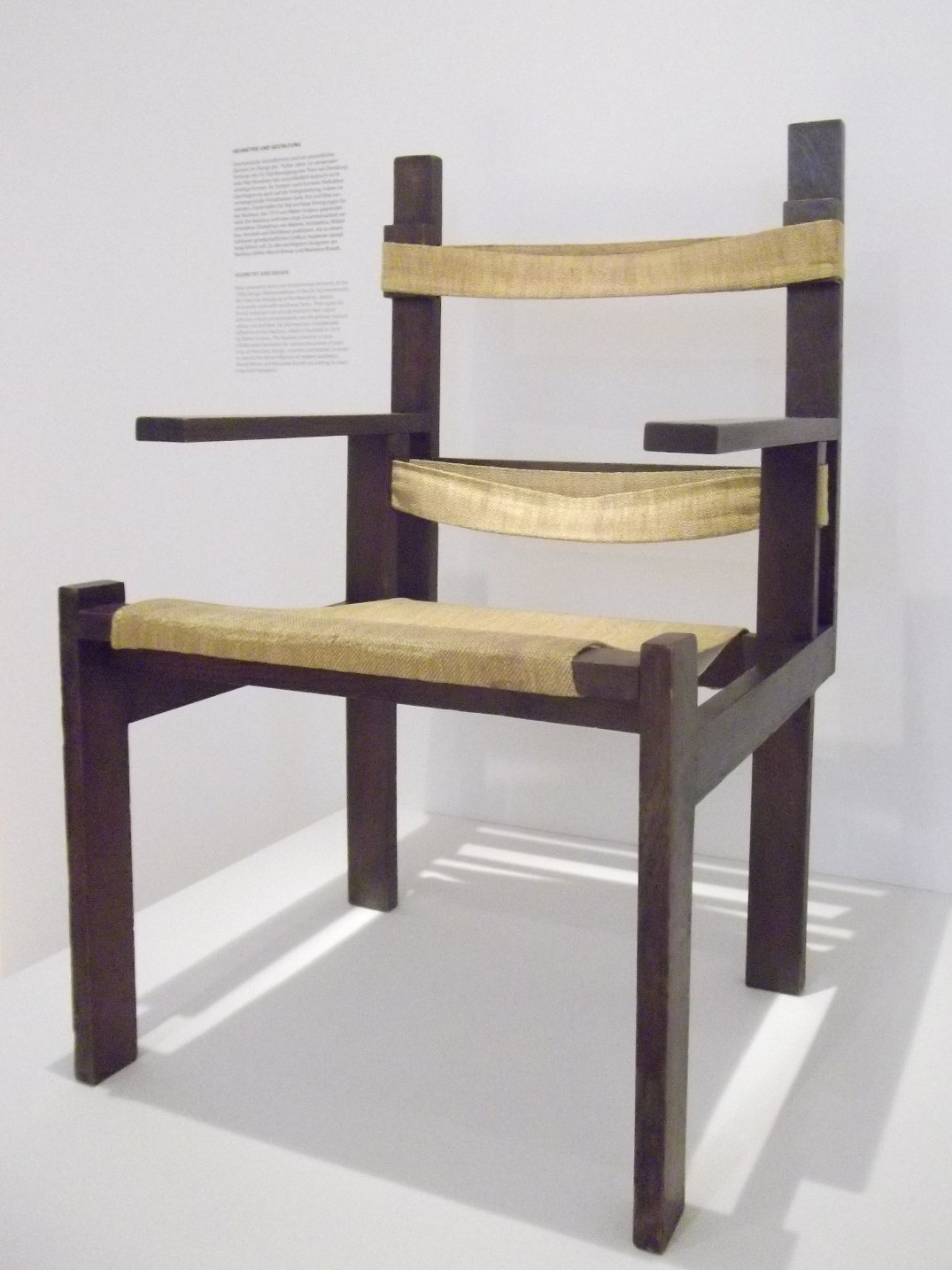
Марсель Бройер, стул из лоскутков (1922)
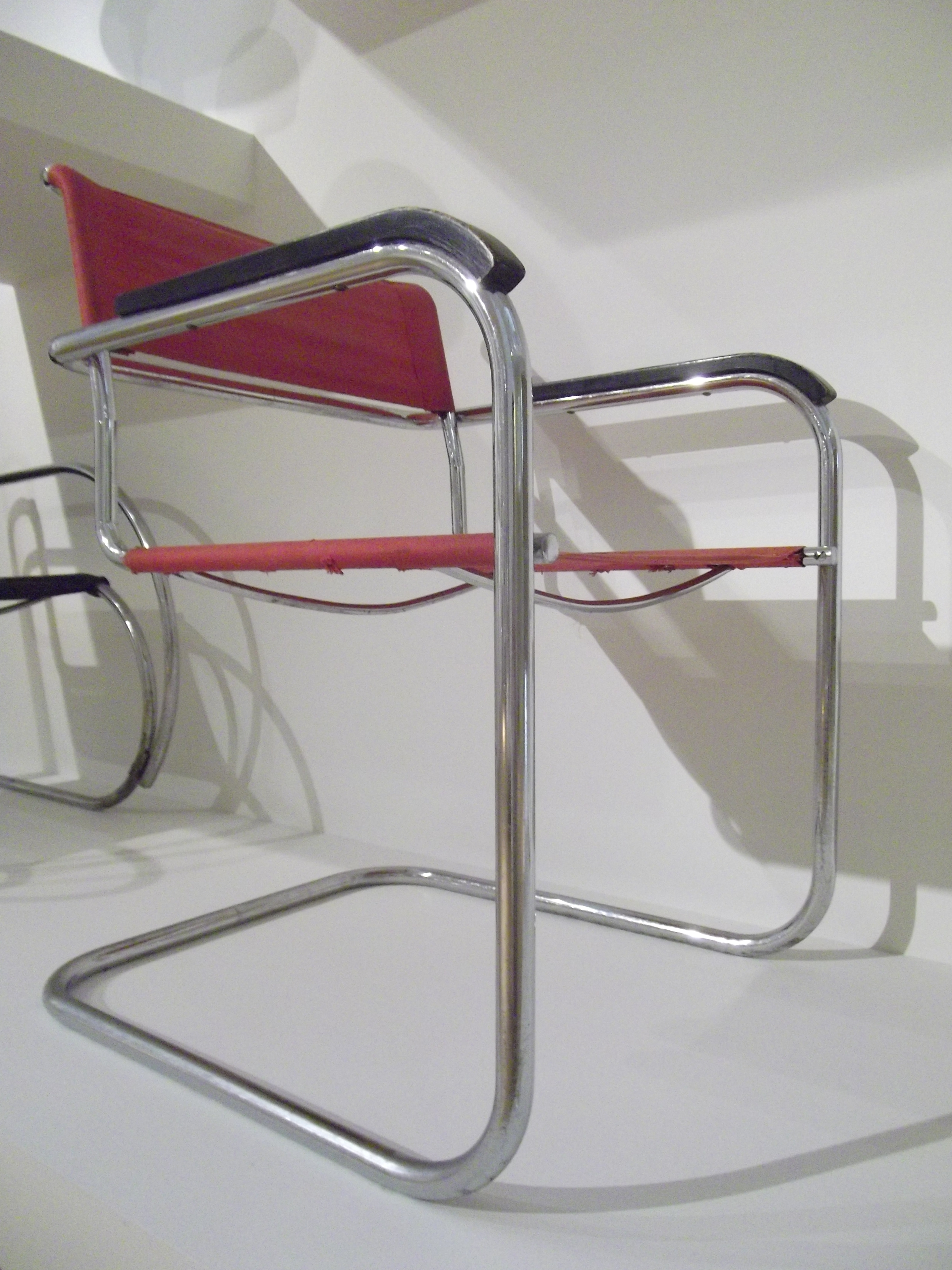
Марсель Бройер, Modell B34 (1928)